# Thomas Butler (atleta)
Thomas Butler (nacido el 10 de diciembre de 1871, fecha de la muerte desconocida) fue un atleta británico del tira y afloja, que compitió en los Juegos Olímpicos de Londres 1908.
Ese mismo año, ganó la medalla de plata como miembro del equipo británico Policía de Liverpool, aunque anteriormente ellos derrotaron a Suecia en las semifinales, pero cayó en la final a la Ciudad de Policía de Londres. Había cinco equipos que participaron, todas las medallas ganadas por los equipos británicos.